# 祖斯甸·侯活
祖斯甸·艾朗拿·侯活（英語：Justin Aronel Howard，1981年8月22日—），生於美國奧蘭多，美國籃球運動員，司職中鋒。

## 大學生涯
侯活生於美國奧蘭多，從1999年到2003年間在佐治亞州梅肯市的莫瑟尔大学參與大學聯賽，並在其最後一個賽季擔當學校籃球隊隊長之一，同時協助莫瑟爾熊被加冕為大西洋太陽區冠軍，以及四年內的三屆所有學術冠軍，而他由1999年剛進入莫瑟爾大學的6尺9寸和335磅到現時的6尺11寸和255磅。

## 籃球生涯

### 南美
2003年，侯活完成大學生涯後，加盟墨西哥職業聯賽球隊莫雷利亞戰士，並展開職業球員生涯，更以場均21.7分，10.8個籃板，投籃命中率58％成為聯賽的籃板王。
2004年，他轉會到智利聯賽球隊格拉納達，並錄得22.1分，10.7個籃板，2.3次搶斷，56％的命中率，其球隊更更獲得小組賽冠軍，成為首支球隊有資格參加南美籃球錦標賽的淘汰賽。
2005年，他回墨西哥加盟富爾薩雷吉亞，並錄得場均24.7分，11.8個籃板，64％的投籃命中率，2次助攻，在聯盟籃板和得分排名第二和第三。
2008年，他在墨西哥的諾加萊斯效力，並在聯賽中獲得聯賽第二名和第二名，而他場均得到22.7分，10.9個籃板，67％的命中率，1.8個封阻。

### 歐洲
2008/09賽季，他加盟德國乙組籃球聯賽球隊卡爾斯魯厄，並展開歐洲職業生涯，而他於首個賽季在籃板方面排名聯盟第四，並錄得場均14分，9個籃板，56％的命中率，1個封阻。
2009/10賽季，他轉戰西班牙聯賽加盟瓜達拉哈拉，在聯盟中名列聯盟第二，獲得全聯盟榮譽獎，更場均14.8分，8.7個籃板，高達59％的投籃命中率。
接下來的賽季，他留在轉會到安道爾，更協助球隊晉身聯賽決賽，而他平均每場10.5分，7.5個籃板，54％的命中率，1個封阻，成為球隊第二得分手。
在2011/12賽季，侯活協助安道爾取得在第一輪聯賽勝利後，又回到德國的卡爾斯魯厄，並錄得場均16.3分，10.3個籃板，1.1次封阻，投籃命中率60％，罰球命中率70％，當賽季結束時，他在得分方面排名前8，並在籃板和球員效率方面領先聯盟，同時被歐洲籃球錦標賽認定為年度中鋒。

### 亞洲
在2013年，侯活轉戰亞洲加盟越南的西貢熱火，並隨隊參與東南亞職業籃球聯賽到不同國家比賽，而他於首個ABL賽季錄得場均20.43分，13.14個籃板，2個封阻加上1.7次搶斷的數據，令他在聯賽中籃板排名第三。
同年，他轉會泰國籃球聯賽球隊PEA，並在場均得到26.8分，15.7個籃板，3個封阻的成績，帶領球隊晉身半決賽。
2014年，他加盟泰國籃球聯賽衛冕冠軍曼谷高科技，直到2015年加盟新加坡騰飛之獅，再度參與東南亞職業籃球聯賽，可是新加坡騰飛之獅分別在2015/16及2016/17的ABL賽季同樣不敵西港馬來西亞猛龍和香港東方龍獅，無緣首個ABL冠軍，但侯活就在2016/17賽季獲選ABL季度最佳防守球員，
2016/17年ABL賽季後，侯活未獲新加坡騰飛之獅續約，並轉會忠信功夫，繼續參戰ABL聯賽。

## 外部連結
- 祖斯甸·侯活在Sports-Reference.com（NCAA）（英语）
- 祖斯甸·侯活在Eurobasket.com（球員）（英语）
- 祖斯甸·侯活在RealGM（英语）
- 祖斯甸·侯活在Proballers（英语）
- Justin Howard